# 蔣義 (明朝)
蒋义（？—？），江西上饶人，是一名明朝政治人物。
蒋义曾于1445年接替扆昭任嘉定县知县一职，1449年由曹德懋接任。